# Segona dinastia d'Ur
La segona dinastia d'Ur (Ur II) correspon a una llista de tres reis esmentats a la llista reial sumèria. Haurien exercit el seu regnat després de la segona dinastia d'Uruk, i haurien tingut el centre polític a la ciutat d'Ur. A aquesta dinastia se li atribueix un període de 170 anys, però la duració dels regnats és llegendària (en un cas fins i tot impossible) i no s'ha de tenir en compte. Després l'hegemonia sobre Sumer va passar a Adab.
Els reis van ser:
- Nani d'Urim: 120 anys
- Mesh-Ki-Ang-Nanna d'Urim: 48 anys
- ? d'Urim: 2 anys.[1]